# Christoph Apfelbeck

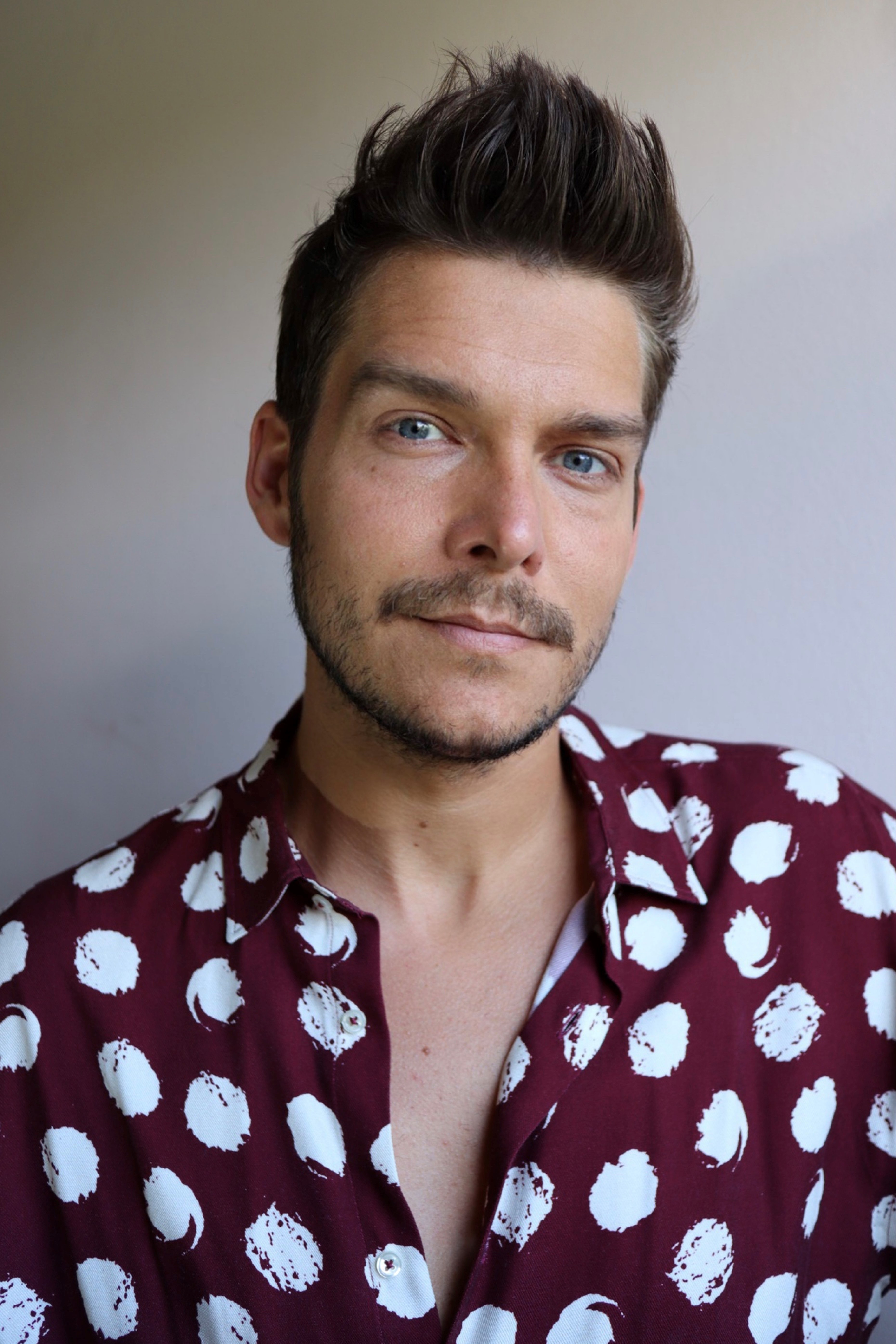
Porträt Christoph Apfelbeck

Christoph Apfelbeck (* 18. Mai 1987 in Wien) ist ein österreichischer Musicaldarsteller.

## Leben
Apfelbeck begann mit 18 Jahren am Franz Schubert Konservatorium in Wien, Musical zu studieren, wechselte dann aber an das Vienna Konservatorium in Wien. Nach fast 4 Jahren verließ Christoph das Vienna Konservatorium, um in München für 1½ Jahre an der Theaterakademie August Everding zu studieren.
Nach seiner Ausbildung an der Theaterakademie begann er in Stuttgart im Palladium Theater bei Stage Entertainment in Rebecca, um dort das Cover Ben sowie im Ensemble zu spielen. Bei der Welttournee von Elisabeth spielte er 2014 das Cover Tod. Im Jahr 2020 hatte er sein Comeback bei Tanz der Vampire in Stuttgart.
Apfelbecks Gesangsstimme ist Tenor (Belt und Klassisch). Er tritt als Produzent und Solist bei Konzerten auf.
Er lebt gemeinsam mit seinem Mann in Wien und ist bei Stage Entertainment in dem Musical Tanz der Vampire in Hamburg angestellt.

## Rollen
(Quelle: )
- 2010: Athos in Die drei Musketiere, Felsenbühne Staatz
- 2011: Willi in Die Dreigroschenoper, Prinzregententheater, München
- 2011: Aida, Felsenbühne Staatz
- 2011–2013: Cover Ben in Rebecca, Palladium Theater Stuttgart
- 2013: Prinz in Disney’s die schöne und das Biest, Felsenbühne Staatz
- 2013: Mr. Manfred/Myron in Sunset Boulevard, Stadttheater Klagenfurt
- 2014: Tony in West Side Story, Felsenbühne Staatz
- 2014/15: Cover Tod in Elisabeth, Welttournee
- 2015/16: Cover Tod/Franz Joseph in Elisabeth, Deutschlandtournee
- 2016: Artus in Artus Excalibur, Felsenbühne Staatz[8]
- 2016/17: Hal in Scarlet Pimpernel, Opernhaus Chemnitz
- 2017: Nightmare 1 in Tanz der Vampire, Theater St. Gallen
- 2017: Ramon in Zorro, Musicalsommer Winzendorf
- 2017/18: Cover Herbert, Nightmare 1+2 in Tanz der Vampire, Ronacher, Wien
- 2018: Athos in Die drei Musketiere, Musicalsommer Winzendorf
- 2018/19: Cover Herr Sensemann in Heidi, Museumsquartier Wien
- 2019: Gerad de Villefort in Der Graf von Monte Christo, Felsenbühne Staatz
- 2020–2023: Cover Graf von Krolock, Herbert, Nightmare 1+2 in Tanz der Vampire, Palladium Theater, Stuttgart[9]
- 2023–2024: Cover Graf von Krolock, Herbert, Nightmare 1 in Tanz der Vampire, Operettenhaus, Hamburg[10]
- 2024: Horridge, Ensemble, Cover Maxim de Winter in Rebecca, Chinatour